# Alice Munro
Alice Ann Munro (geboren Laidlaw), (Wingham (Ontario), 10 juli 1931 – Port Hope (Ontario), 13 mei 2024) was een Canadees schrijfster van korte verhalen.
In mei 2009 werd de Man Booker International Prize aan haar toegekend voor haar gehele oeuvre. In 2013 werd haar als "Meester van het hedendaagse korte verhaal" de Nobelprijs voor de Literatuur toegekend.
Munro overleed op 13 mei 2024 op 92-jarige leeftijd. Ze leed al zeer lange tijd aan dementie.
Na Munro's dood maakte haar dochter Andrea Robin Skinner (°1966) publiek dat ze van haar negende tot haar puberteit seksueel misbruikt was geweest door haar stiefvader Gerald Fremlin, Munro's tweede echtgenoot. Toen ze Munro daarvan in 1992 op de hoogte bracht, nam die korte tijd afstand van Fremlin, maar bleef ze uiteindelijk bij hem. Volgens haar dochter vertelde Munro ook van "vriendschappen" die Fremlin met andere kinderen onderhield, maar vond ze dat ze er verder niets mee te maken had, behalve in de manier waarop zijn gedrag haar persoonlijk had gekwetst en vernederd. De dochter deed in 2005 aangifte tegen Fremlin, waarop hij werd veroordeeld voor aanranding van de eerbaarheid (indecent assault). Met haar moeder had ze nauwelijks nog contact.

## Werken (selectie)
Opgenomen zijn de in het Nederlands vertaalde boeken, in volgorde van hun eerste verschijning in het Nederlands. Tussen haakjes de Engelse titel en het jaar van verschijning van het origineel.
- 1988: De manen van Jupiter (The Moons of Jupiter, 1982)
- 2000: De liefde van een goede vrouw (The Love of a Good Woman, 1998)
- 2005: Stilte (Runaway, 2004)
- 2008: Het uitzicht vanaf Castle Rock (The View from Castle Rock, 2006)
- 2008: Weg van haar (Away from Her, 2008)
- 2012: Lief leven (Dear Life, 2012)
- 2013: Te veel geluk (Too Much Happiness, 2009)

Away from Her is een bewerking van het verhaal The Bear Came over the Mountain en werd verfilmd door Sarah Polley.
1901: Prudhomme ·
1902: Mommsen ·
1903: Bjørnson ·
1904: Mistral, Echegaray ·
1905: Sienkiewicz ·
1906: Carducci ·
1907: Kipling ·
1908: Eucken ·
1909: Lagerlöf ·
1910: Heyse ·
1911: Maeterlinck ·
1912: Hauptmann ·
1913: Tagore ·
1915: Rolland ·
1916: Heidenstam ·
1917: Gjellerup, Pontoppidan ·
1919: Spitteler ·
1920: Hamsun ·
1921: France ·
1922: Benavente ·
1923: Yeats ·
1924: Reymont ·
1925: Shaw ·
1926: Deledda ·
1927: Bergson ·
1928: Undset ·
1929: Mann ·
1930: Lewis ·
1931: Karlfeldt ·
1932: Galsworthy ·
1933: Boenin ·
1934: Pirandello ·
1936: O'Neill ·
1937: Gard ·
1938: Buck ·
1939: Sillanpää ·
1944: Jensen ·
1945: Mistral ·
1946: Hesse ·
1947: Gide ·
1948: Eliot ·
1949: Faulkner ·
1950: Russell ·
1951: Lagerkvist ·
1952: Mauriac ·
1953: Churchill ·
1954: Hemingway ·
1955: Laxness ·
1956: Jiménez ·
1957: Camus ·
1958: Pasternak ·
1959: Quasimodo ·
1960: Perse ·
1961: Andrić ·
1962: Steinbeck ·
1963: Seferis ·
1964: Sartre (geweigerd) ·
1965: Sjolochov ·
1966: Agnon, Sachs ·
1967: Asturias ·
1968: Kawabata ·
1969: Beckett ·
1970: Solzjenitsyn ·
1971: Neruda ·
1972: Böll ·
1973: White ·
1974: Johnson, Martinson ·
1975: Montale ·
1976: Bellow ·
1977: Aleixandre ·
1978: Singer ·
1979: Elýtis ·
1980: Miłosz ·
1981: Canetti ·
1982: García Márquez ·
1983: Golding ·
1984: Seifert ·
1985: Simon ·
1986: Soyinka ·
1987: Brodsky ·
1988: Mahfoez ·
1989: Cela ·
1990: Paz ·
1991: Gordimer ·
1992: Walcott ·
1993: Morrison ·
1994: Oë ·
1995: Heaney ·
1996: Szymborska ·
1997: Fo ·
1998: Saramago ·
1999: Grass ·
2000: Gao ·
2001: Naipaul ·
2002: Kertész ·
2003: Coetzee ·
2004: Jelinek ·
2005: Pinter ·
2006: Pamuk ·
2007: Lessing ·
2008: Le Clézio ·
2009: Müller ·
2010: Vargas Llosa ·
2011: Tranströmer ·
2012: Mo ·
2013: Munro ·
2014: Modiano ·
2015: Aleksijevitsj ·
2016: Dylan ·
2017: Ishiguro ·
2018: Tokarczuk ·
2019: Handke ·
2020: Glück ·
2021: Gurnah ·
2022: Ernaux ·
2023: Fosse ·
2024: Kang ·
- Bibsys: 90051817
- Biblioteca Nacional de Chile: 000093124
- Biblioteca Nacional de España: XX1043118
- Bibliothèque nationale de France: cb12029814x (data)
- Catàleg d'autoritats de noms i títols de Catalunya: 981058517351806706
- CiNii: DA04074268
- Digitale Bibliotheek voor de Nederlandse Letteren: munr003
- Gemeinsame Normdatei: 119036525
- International Standard Name Identifier: 0000 0001 2281 2833
- Library of Congress Control Number: n79063498
- Nationale Bibliotheek van Letland: 000059420
- MusicBrainz: 46a68521-aa4e-4f2e-b291-e763bc73f1b7
- Bibliotheek van het Japanse parlement: 00542960
- Nationale Bibliotheek van Tsjechië: jn19990005898
- Nationale bibliotheek van Australië: 36069570
- Nationale Bibliotheek van Israël: 987007265779405171
- Nationale Bibliotheek van Polen: a0000002746029
- Nationale en Universitaire bibliotheek Zagreb: 000026663
- Nederlandse Thesaurus van Auteursnamen: 073156612
- Istituto Centrale per il Catalogo Unico: CFIV110657
- LIBRIS: 285349
- SNAC: w6km0k8x
- Système universitaire de documentation: 027724328
- Trove: 1206285
- Virtual International Authority File: 68944521
- WorldCat: E39PBJf8qCXVgVPgqYYpTfq4v3